# Ровное (Путивльский район)
Ровное (укр. Рівне) — село,
Бояро-Лежачевский сельский совет,
Путивльский район,
Сумская область,
Украина.
Код КОАТУУ — 5923880704. Население по переписи 2001 года составляло 129 человек.

## Географическое положение
Село Ровное находится в 4-х км от правого берега реки Сейм.
На расстоянии в 1 км расположены сёла Дорошовка и Кружок.
Около села проходит большое количество ирригационных каналов.